# Yves Auguste
Yves Louis Auguste (* 1924; † 28. September 1996 in New York City) war ein haitianischer Historiker, Politiker und Diplomat, der unter 1988 Minister für Inneres, Polizei und öffentlichen Dienst war.

## Leben
Yves Louis Auguste befasste sich als Historiker insbesondere mit den Beziehungen zwischen Haiti und den Vereinigten Staaten. Er wurde 1987 Ständiger Vertreter bei den Vereinten Nationen (UN) und verblieb auf diesem Posten bis 1988. Am 12. Februar 1988 übernahm er im Kabinett Manigat das Amt als Minister für Inneres, Polizei und öffentlichen Dienst und bekleidete dieses Amt bis zum 20. Juni 1988. 1990 wurde er abermals Ständiger Vertreter bei den Vereinten Nationen und hatte diese Funktion bis 1991 inne.

## Veröffentlichungen
- Haiti et les Etats-Unis 1804–1862, Éditions Naaman, Sherbrooke 1979[2]
- Haiti et les Etats-Unis 1862–1900, Imprimerie Henri Deschamps, Port-au-Prince 1987[3]

## Weblink
- Auguste, Yves (Louis). In: rulers.org. Abgerufen am 27. Juli 2023 (englisch).